# Molophilus kokora
Molophilus kokora là một loài ruồi trong họ Limoniidae. Chúng phân bố ở miền Australasia.